# Angelo Gandolfi
Angelo Gandolfi (Bologna, 1886 – Roma, 8 novembre 1942) è stato un attore italiano.

## Biografia
Esordisce come attore nella compagnia di Alfredo Testoni, recitando nel Teatro Contavalli con Goffredo Galliani, del quale fu allievo, e al Teatro del Corso, di cui divenne nel 1925 il proprietario in lavori dialettali (Acqua e ciacher e L'avuchet zindren di Filippo Fanfulla Fabbri) e in lingua (Il cardinale Lambertini, Il nostro prossimo).
Al cinema recitò tra il 1937 e il 1942 in quattro film, tutti diretti da Mario Mattoli: il suo ruolo più noto fu quello del ragionier Giuseppe Grossi, amministratore dei beni di Felicita Colombo (Dina Galli) nel dittico Felicita Colombo e Nonna Felicita. Svolse anche attività di libraio e antiquario. Al momento della scomparsa, avvenuta a 56 anni, doveva impersonare il ruolo da protagonista del film Il nostro prossimo, diretto da Gherardo Gherardi e Antonio Rossi; fu sostituito da Antonio Gandusio.

## Filmografia
- Felicita Colombo, regia di Mario Mattoli (1937)
- L'ha fatto una signora, regia di Mario Mattoli (1938)
- Nonna Felicita, regia di Mario Mattoli (1938)
- Stasera niente di nuovo, regia di Mario Mattoli (1942)